# Bernd Paul
Bernd Paul (* 1958) ist ein deutscher Polizist und war von November 2016 bis September 2023 Polizeipräsident des Polizeipräsidiums Mittelhessen.

## Karriere
Paul trat 1974 in die Hessische Polizei ein und war im Rahmen der Ausbildung für den mittleren Polizeivollzugsdienst zuerst in der Bereitschaftspolizei eingesetzt. Nach Abschluss der Ausbildung war er bis 1978 beim damaligen Polizeipräsidium Wiesbaden tätig. 1984 bestand er die Laufbahnprüfung für den gehobenen Polizeivollzugsdienst, wonach er zum Polizeipräsidium Frankfurt wechselte. Kurz darauf wechselte Paul zum Hessischen Landeskriminalamt. Dort war er zehn Jahre lang in unterschiedlichen Funktionen tätig. Im 1988 begann er die Ausbildung für den höheren Dienst an der damaligen Polizei-Führungsakademie in Münster-Hiltrup, die er 1990 erfolgreich abschloss.
1994 wechselte Paul erneut zum Polizeipräsidium Frankfurt, wo er als Leiter des Raubkommissariats, später als Leiter der Inspektion Eigentumsdelikte bzw. Wirtschafts- und Vermögensdelikte eingesetzt wurde. Von 2001 bis 2007 war er Dozent an der Verwaltungsfachhochschule in Gießen, bevor er 2007 Referent im Einsatzreferat im Landespolizeipräsidium wurde. Im September 2011 wurde ihm die Aufgabe des Polizeivizepräsidenten im Polizeipräsidium Nordhessen übertragen. Im November 2014 wechselte Paul als Abteilungsdirektor zum hessischen Landesamt für Verfassungsschutz, wo er auch Vertreter des Präsidenten war. 
Am 21. November 2016 wurde er vom hessischen Innenminister Peter Beuth zum Polizeipräsidenten des Polizeipräsidiums Mittelhessen ernannt. 2023 ging er in den Ruhestand, sein Nachfolger wurde Torsten Krückemeier.

## Privates
Paul ist verheiratet und Familienvater.